# Got the Feelin'
Got the Feelin' è un singolo della boy band britannica Five, pubblicato nel 1998 ed estratto dall'album Five.

## Tracce
- CD (UK)

1. Got the Feelin' [Radio Edit] - 3:28
2. Coming Back for More - 4:14
3. Got the Feelin' [Extended Mix] - 5:20
4. Got the Feelin' [Video] - 3:28